# Луций Сальвий Отон
Лу́ций Са́львий Ото́н (лат. Lucius Salvius Otho; умер после 42 года) — римский военный и политический деятель из плебейского рода Сальвиев, консул-суффект 33 года. Отец императора Отона.

## Биография
Луций Сальвий Отон прославился своей суровостью и непреклонным характером. Неоднократно участвовал в военных кампаниях, где проявил себя принципиальным и строгим командиром. Был особенно любим Тиберием (тесная дружба и внешнее сходство с императором даже породили слухи об их близком родстве). С июля по декабрь 33 года Луций занимал должность консула-суффекта, с 40 по 41 год (при Калигуле) — проконсула Африки, затем (уже при Клавдии) возглавлял Далмацию. В 42 году, после неудачной попытки легата-пропретора Далмации Луция Аррунция Камилла Скрибониана поднять восстание против принцепса, Луций Сальвий, несмотря на волю императора и руководствуясь лишь собственными принципами, казнил нескольких солдат из мятежных легионов за убийство своих командиров, обвинённых подчинёнными в подстрекательстве к восстанию, хотя сам Клавдий велел их повысить в звании как отличившихся. За свою принципиальность Отон впал в немилость, но вскоре восстановил своё положение при дворе, раскрыв очередной заговор против императора (возможно, вымышленный). За заслуги перед Империей Клавдий возвёл Отона в патриции, а сенат распорядился установить ему статую в Риме. Кроме того, известно, что Сальвий состоял в жреческой коллегии арвальских братьев.

## Семья
Был женат на знатной римлянке Альбии Теренции, от которой имел троих детей:
- Луций Сальвий Отон Тициан, консул 52 года и консул-суффект 69 года
- Марк Сальвий Отон, римский император с января по апрель 69 года
- Сальвия, в детстве была помолвлена с Друзом Цезарем, сыном Германика